# Корниенко, Николай Тихонович
Корниенко Николай Тихонович (10 марта 1927, Марковка, Старобельский округ — 12 января 1984, Кривой Рог, Днепропетровская область) — советский хозяйственный деятель, директор госплемзавода «Красный шахтёр» Криворожского района Днепропетровской области. Депутат Верховного Совета УССР 10-го созыва.

## Биография
Родился 10 марта 1927 года в селе Марковка (ныне посёлок Марковского района Луганской области) в крестьянской семье. Отец — Корниенко Тихон Карпович, мать — Корниенко (Колесник) Анна Васильевна, четверо братьев и сестра. Вся семья, кроме матери, умерла в Голодомор, отец расстрелян в 1932 году.
Трудовую деятельность начал в 1943 году трактористом овцеплемсовхоза «Айдар» Марковского района Ворошиловградской области. В 1946 году окончил курсы механиков. В 1946—1949 годах — механик овцеплемсовхоза «Айдар» Марковского района Ворошиловградской области.
Член ВКП(б) с 1949 года.
В 1949—1957 годах — главный механик, механик фермы совхоза «Красный шахтёр» Криворожского района Днепропетровской области. С 1957 года — главный механик племенного завода «Красный шахтёр» Криворожского района Днепропетровской области.
В 1958—1960 годах — студент Кировоградского техникума механизации сельского хозяйства.
В 1960—1968 годах — главный инженер государственного племенного завода «Красный шахтёр» Криворожского района Днепропетровской области.
В 1967 году без отрыва от производства окончил Днепропетровский сельскохозяйственный институт.
В 1968—1977 годах — директор совхоза «Ингулецкий» Криворожского района Днепропетровской области.
В 1968 — январе 1984 года — директор государственного племенного завода «Красный шахтёр» Криворожского района Днепропетровской области. Участник ВДНХ.
Умер 12 января 1984 года в городе Кривой Рог Днепропетровской области после тяжёлой болезни.

## Награды
- Орден Ленина[1];
- Орден Трудового Красного Знамени[1];
- Орден «Знак Почёта»[1];
- Медали.